# Biblioteka Politechniki Gdańskiej
Biblioteka Politechniki Gdańskiej (BPG) – jest największą i najstarszą w Północnej Polsce naukową biblioteką techniczną. Gromadzi, udostępnia i pośredniczy w dostępie do źródeł informacji z zakresu nauk reprezentowanych na poszczególnych Wydziałach Politechniki Gdańskiej.

## Struktura Biblioteki Politechniki Gdańskiej
Strukturę Biblioteki tworzą: 
1. Sekcja Obsługi Czytelnika z Wypożyczalnią/Informatorium, Czytelnią Główną oraz ośmioma filiami na Wydziałach: Chemicznym oraz Fizyki Technicznej i Matematyki Stosowanej (połączone w ramach Regionalnej Biblioteki Nanotechnologii), Architektury, Elektrotechniki i Automatyki, Elektroniki, Telekomunikacji i Informatyki, Inżynierii Lądowej i Środowiska, Inżynierii Mechanicznej i Okrętownictwa (filia w budynku dawnego Wydziału Mechanicznego oraz filia w budynku dawnego Wydziału Oceanotechniki i Okrętownictwa), Zarządzania i Ekonomii.
2. Sekcja Informacji Naukowo-Technicznej z Czytelnią Czasopism Bieżących, Baz Danych i Informacji Naukowej oraz Czytelnią Norm.
3. Sekcja Gromadzenia i Opracowania Zbiorów Tradycyjnych.
4. Sekcja Budowy Zbiorów Cyfrowych i Multimedialnych.
5. Sekcja Udostępniania Zasobów Cyfrowych.
6. Sekcja Historyczna.
7. Biuro Biblioteki.

Główna lokalizacja Biblioteki to pomieszczenia w centralnej części pierwszego piętra oraz parteru Gmachu Głównego Politechniki. W Gmachu Głównym zlokalizowane są ponadto dwie czytelnie filialne: Wydziału Architektury oraz Wydziału Inżynierii Lądowej i Środowiska. Pozostałe czytelnie filialne rozlokowane są na terenie kampusu w budynkach poszczególnych Wydziałów.

## Historia Biblioteki i jej zbiorów

### Do 1945 roku

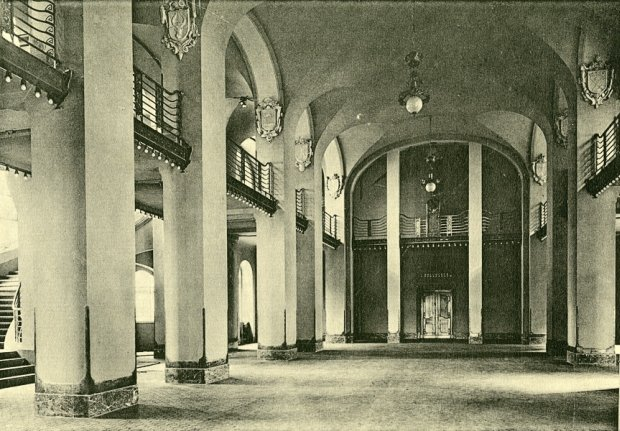
Wejście do Biblioteki, 1904 rok

Wraz z powstaniem Politechniki w roku 1904, rozpoczęła działalność uczelniana Biblioteka. Wyznaczono jej lokalizację w centralnej części Gmachu Politechniki, która w znacznym stopniu odpowiada obecnemu umiejscowieniu. Biblioteka od momentu swego powstania szczyciła się statusem jednej z najlepszych i najnowocześniejszych placówek tego typu w kraju. Na jej czele stawiano wybitnych specjalistów w dziedzinie bibliotekoznawstwa, zasłużonych bibliotekarzy.
W latach 1908/1909 księgozbiór liczył 26 tysięcy woluminów, zaś w 1943 roku osiągnął stan 150 tysięcy. Ze względu na fakt, iż magazyny obliczono na pomieszczenie zaledwie 50-58 tys. książek, na rok 1924 planowano rozbudowę pomieszczeń. Nie doszło jednak do niej, a do przechowywania części materiałów wykorzystywano przyległe korytarze.    
W 1923 r. w wyniku umowy między Towarzystwem Przyrodniczym w Gdańsku a Senatem Wolnego Miasta Gdańska, księgozbiór Towarzystwa przekazano jako depozyt do Politechniki. Biblioteka Technische Hochschule przejęła od Senatu, liczący ponad 30 tysięcy woluminów, księgozbiór należący do założonego w 1742 roku Naturforschende Gesellschaft. Zawierał on m.in. starodruki oraz rękopisy. Porozumienie między Towarzystwem, a władzami Wolnego Miasta zakładało m.in., by księgozbiór ustawiono w pomieszczeniach biblioteki uczelnianej, lecz osobno względem pozostałych zbiorów oraz by każdą z książek Towarzystwa zaopatrzono w znak własności. Członkom Towarzystwa porozumienie gwarantowało bezpłatne korzystanie zarówno z księgozbioru wydzierżawionego, jak i uczelnianego.
W styczniu 1945 roku w ślad za opuszczającymi miasto profesorami, ewakuowano drogą morską archiwum, część politechnicznej aparatury i cenne książki ze zbiorów Biblioteki. Zapakowane w 500 skrzyń, odpłynęły 27 stycznia na statku „Deutschland” do Kilonii. Zbiory, które wywieziono do Niemiec trafiły w większości do Schmalkalden w Turyngii. W marcu, po zajęciu Politechniki przez Rosjan, pożar Gmachu Głównego strawił większość pozostałego księgozbioru Biblioteki. Pewna część ewakuowanych zbiorów, która wywieziona została przez profesora Politechniki Ernsta Witta, przekazana została  jako depozyt do Biblioteki Państwowej (obecnie Uniwersyteckiej) w Bremie. Dopiero rok 2000 przywrócił Politechnice część tego cennego księgozbioru. W czerwcu tegoż roku Senat Miasta Bremy zwrócił Politechnice 850 starodruków, rękopisów i innych materiałów ze zbiorów TPwG. Obecnie wchodzą one w skład najcenniejszej kolekcji Zbiorów Zabytkowych Biblioteki. Część z nich dostępna jest w formie zdigitalizowanej w Pomorskiej Bibliotece Cyfrowej.

### Od 1945 roku
Biblioteka, na przekształconej w polską szkołę akademicką Politechnice, rozpoczęła działalność jeszcze we wrześniu 1945 roku. Zniszczenia związane z działaniami wojennymi były tak duże w centralnej części Gmachu Głównego, że Biblioteka w swym przedwojennym kształcie praktycznie przestała istnieć. 
Pierwszy zespół pracowników Biblioteki w trzyosobowym składzie, stopniowo porządkował ocalałe na terenie Politechniki zbiory pochodzące m.in. z bibliotek katedralnych. Udało się również rewindykować ocalały w niewielkim stopniu księgozbiór Technische Hochschule (zbiory ukryte we wsi Świńcz). Przejęto także pewną ilość zbiorów z poniemieckich bibliotek dworskich, klasztornych i szkolnych. W roku 1946 stan księgozbioru Biblioteki kształtował się na poziomie około 26 000 woluminów. Składała się na ten zasób nie tylko literatura techniczna, toteż z czasem stan ten uległ pomniejszeniu, gdy poddano go selekcji merytorycznej. Część literatury przekazano bibliotekom o bardziej adekwatnym profilu, więc w 1948 r. na zbiory składało się 9600 woluminów.

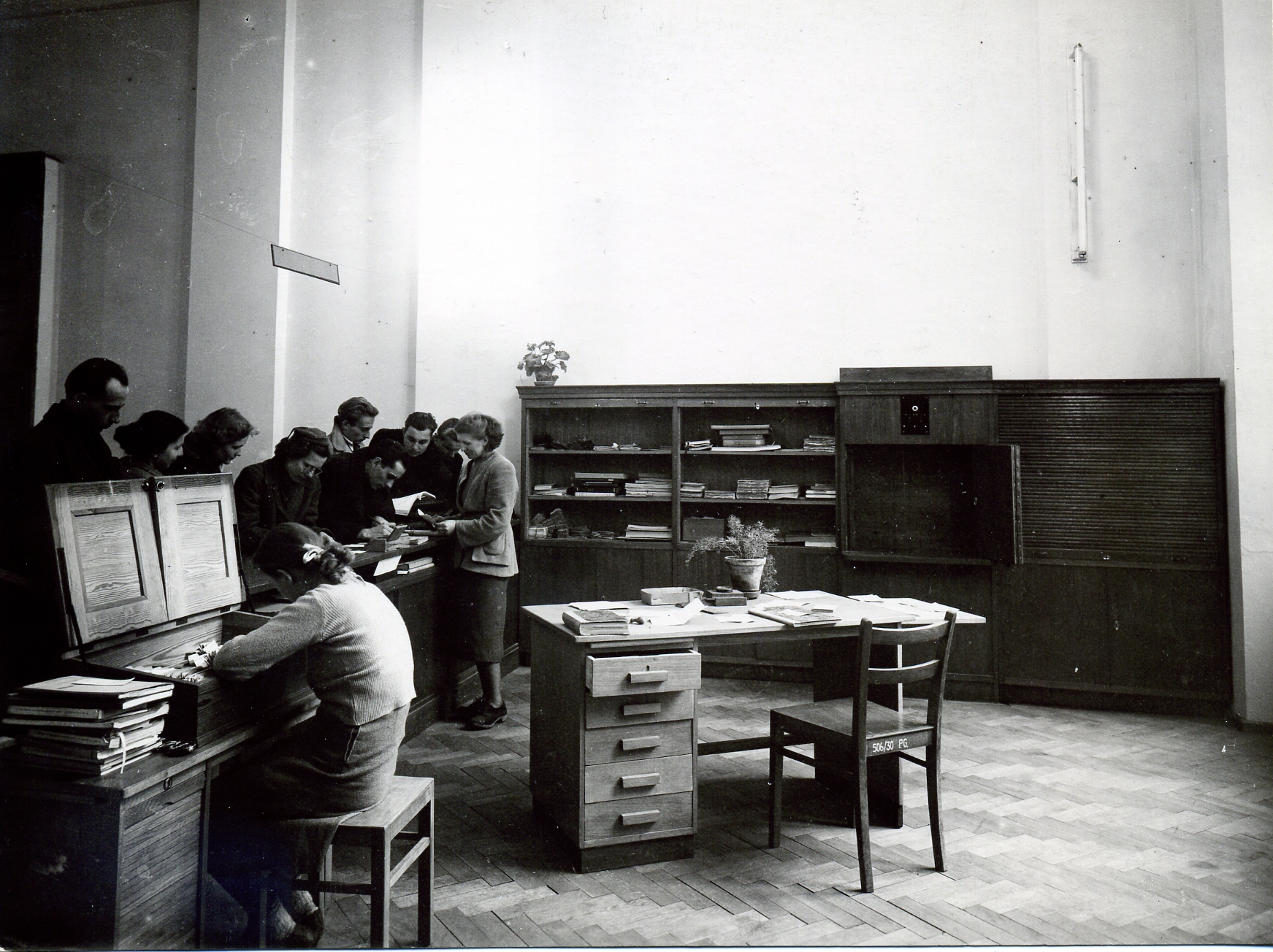
Jedna z pierwszych aranżacji pomieszczeń Biblioteki Głównej po roku 1945.

Rok 1950 rozpoczął okres zmian w rozwoju Biblioteki. Na stanowisko dyrektora powołano wówczas dr. Mariana Des Loges. Pod jego kierownictwem Biblioteka Główna, dotąd nazywana Centralną, przeniosła się z dwóch niewielkich pomieszczeń parteru w bocznym skrzydle Gmachu Głównego do pomieszczeń pierwotnej, przedwojennej lokalizacji w centralnej części budynku. Zostały one gruntownie odbudowane i zmodernizowane po znacznych zniszczeniach wojennych. Sukcesywnie przenoszono zbiory do stopniowo odbudowywanych pomieszczeń magazynowych. Z początkiem roku akademickiego 1951/52 uruchomiono wypożyczalnię, 13 listopada 1951 r. udostępniono do użytku czytelnię ogólną, zaś dopiero w 1953 r. do nowej lokalizacji przeniesiona została czytelnia czasopism. W ten sposób metraż Biblioteki z łącznej powierzchni 65,9 m² zwiększył się do 968 m². Jednocześnie zwiększał się też stan zatrudnienia w Bibliotece, osiągając w roku 1954 dwadzieścia pięć etatów. W tym też czasie intensywnie uzupełniano księgozbiór m.in. o niezbędne podręczniki oraz rozpoczęto znormalizowane prace w zakresie katalogowania formalnego i przedmiotowego. Z czasem struktura Biblioteki ulegała rozbudowie o kolejne działy i czytelnie wydziałowe. Powstał Oddział Informacji Bibliograficznej (od 1962 r. jako Oddział Informacji Naukowej), uruchomiono wypożyczenia międzybiblioteczne, otwierano też pierwsze czytelnie pozostające pod bezpośrednią pieczą Biblioteki Głównej: na Wydziale Chemicznym (1955 r.) oraz na ówczesnym Wydziale Łączności (1958 r.), a także Międzywydziałową Filię Matematyczno-Fizyczną.
Stanowisko dyrektora Des Loges'a objęła po jego śmierci w 1957 r. Barbara Mielcarzewicz. W czasie swej kariery dyrektorskiej Barbara Mielcarzewicz zasiadała w Senacie Politechniki Gdańskiej. Kontynuowała rozbudowywanie czytelni głównej oraz pomieszczeń magazynowych biblioteki. Udoskonaliła ponadto system informacyjny Biblioteki, m.in. poprzez wdrożenie szkoleń dla studentów oraz zorganizowanie czytelni norm i patentów. Na strukturę Biblioteki Głównej, której kształt w roku 1964 zatwierdziło Ministerstwo Szkolnictwa Wyższego, składały się wówczas Oddziały: Gromadzenia i Uzupełniania Zbiorów, Opracowania Druków Zwartych Nowych, Katalogów Rzeczowych, Udostępniania Zbiorów oraz Informacji Naukowej. Powołano również samodzielne sekcje: Zbiorów Specjalnych, Opieki nad Bibliotekami Zakładowymi oraz Pracownię Mikrofilmową i Międzyuczelnianą Czytelnię Czasopism Chemicznych.   
W latach 90. XX w. stanowisko dyrektorskie piastowała Janina Ligman. To wówczas biblioteki poszczególnych Wydziałów i Katedr włączone zostały bezpośrednio w strukturę Biblioteki Głównej jako jej filie. Przeprowadzono w tym czasie gruntowny remont pomieszczeń magazynowych obejmujący instalację regałów samojezdnych oraz skomputeryzowano Bibliotekę wdrażając początkowo system APIS-ZB, później zaś system Virtua. Pod kątem obsługi użytkowników z wykorzystaniem systemu komputerowego dokonano w tym czasie remontu holu głównego Biblioteki mieszczącego wypożyczalnię. W roku 1986 utworzono Pracownię Historii Politechniki Gdańskiej (obecnie Sekcja Historyczna), której działania ukierunkowane są na zachowanie dziedzictwa historycznego, w tym pozyskiwanie, gromadzenie i zabezpieczenie wszelkich materialnych śladów powstania, działalności i funkcjonowania Politechniki Gdańskiej.

### Dyrektorzy Biblioteki Politechniki Gdańskiej
| Lata urzędowania | Imię i nazwisko         |
| ---------------- | ----------------------- |
| 1904-1907        | prof. dr Heinrich Simon |
| 1908-1922        | dr Paul Trommsdorff     |
| 1922-1928        | dr Albert Predeek       |
| 1928-1939        | dr Fritz Prinzhorn      |
| 1939-1945        | Otto von Franqué        |

| Lata urzędowania              | Imię i nazwisko                                                      |
| ----------------------------- | -------------------------------------------------------------------- |
| wrzesień 1945 - sierpień 1946 | dr Roman Molski                                                      |
| wrzesień 1946 - czerwiec 1950 | mgr Alfred Rachalski                                                 |
| lipiec 1950 - marzec 1957     | dr Marian Des Loges                                                  |
| 1957 - 1973                   | mgr Barbara Mielcarzewicz, starszy kustosz dyplomowany               |
| październik 1973 - 1985       | mgr Mirosław Komendecki, kustosz                                     |
| marzec 1982 - 2000            | mgr Janina Ligman, starszy kustosz dyplomowany                       |
| 2000 - 2016                   | inż. Bożena Hakuć, kustosz (p.o. dyrektora)                          |
| 2017-2022                     | dr Anna Wałek, adiunkt biblioteczny                                  |
| luty 2023 - obecnie           | dr Anna Dąbrowska, (luty-grudzień 2023 na stanowisku p.o. dyrektora) |

## Biblioteka współcześnie

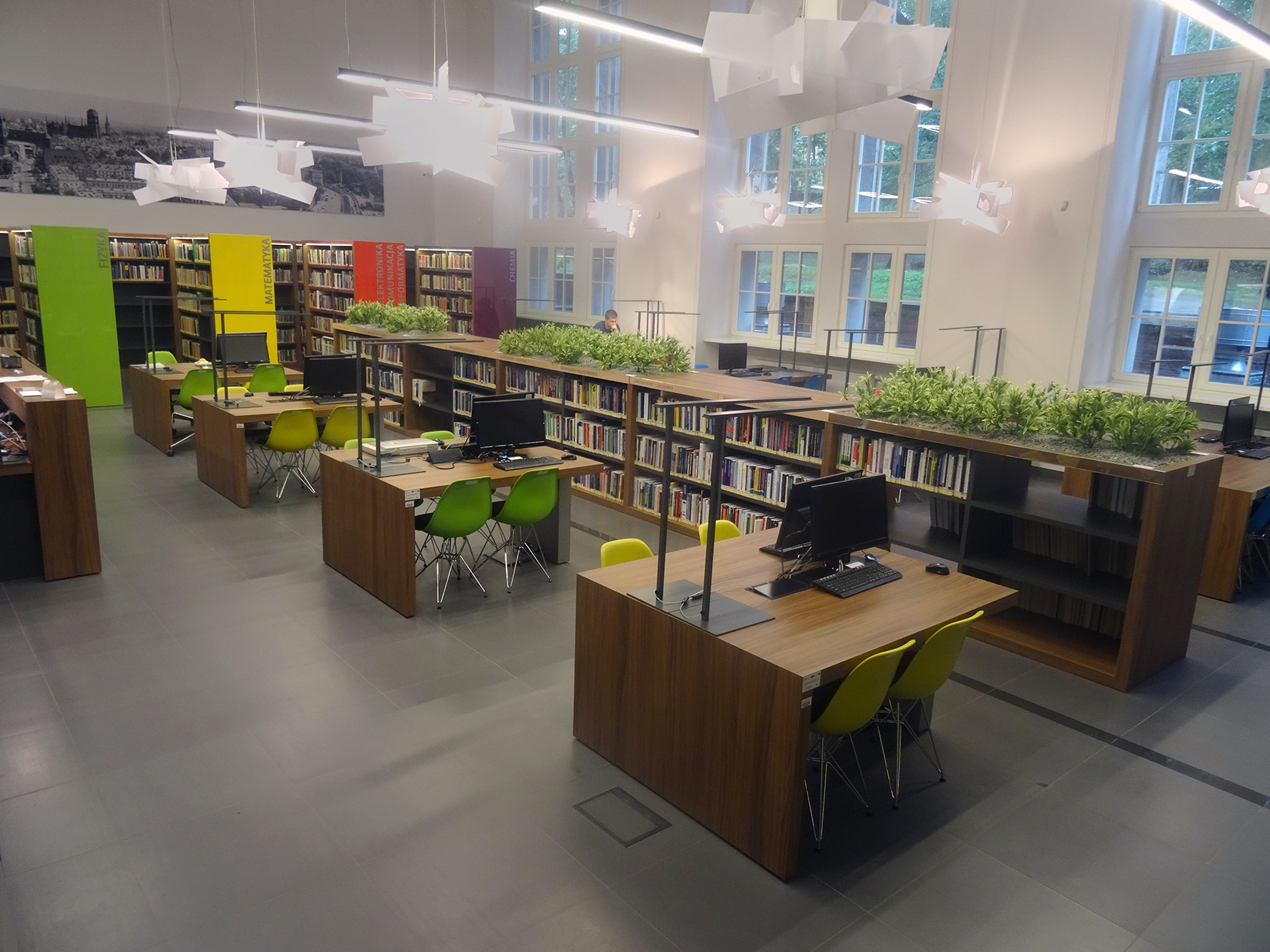
Czytelnia Główna Biblioteki Politechniki Gdańskiej po remoncie

Choć główna lokalizacja Biblioteki nie uległa na przestrzeni lat zmianie, to w 2014 roku gruntownemu remontowi poddano Czytelnię Główną oraz pomieszczenia holu Biblioteki wraz z Wypożyczalnią. Powstała również sala multimedialna służąca potrzebom przeprowadzanych w Bibliotece szkoleń. Wprowadzony został otwarty dostęp do zbiorów,  zabezpieczony technologią RFID. Zmodernizowano także wyposażenie służące obsłudze użytkowników, udostępniając punkt samoobsługowych wypożyczeń oraz wrzutnię dla zwrotów książek po godzinach otwarcia Biblioteki. 
Księgozbiór Biblioteki Politechniki Gdańskiej liczy ponad 1,2 miliona jednostek obliczeniowych zbiorów.  W jego skład wchodzą zarówno polskie i zagraniczne książki oraz czasopisma, jak i literatura normalizacyjna, patenty, podręczniki i skrypty. Biblioteka wykupując dostęp do elektronicznych naukowych baz danych,  pośredniczy w dostępie do pełnotekstowych, renomowanych źródeł informacji naukowej.  Biblioteka umożliwia także dostęp do  baz bibliograficznych, faktograficznych i abstraktowych oraz do narzędzi analizy cytowań naukowych. 
Zasoby polskich czasopism fachowych gromadzone przez Bibliotekę, stały się podstawą dla aktywnej współpracy z bibliograficzną bazą z zakresu nauk technicznych BazTech. W Czytelni Czasopism Bieżących, Baz Danych, Informacji Naukowej i Norm, zlokalizowanej w Bibliotece Głównej działa od 2010 roku Punkt Informacji Normalizacyjnej. Placówka organizuje konferencje, bierze udział w wydarzeniach Bałtyckiego Festiwalu Nauki i organizuje wystawy tematyczne. 

### Biblioteczny system komputerowy
Wraz z początkiem roku akademickiego 1993/1994 udostępniono użytkownikom oprogramowanie APIS-ZB (jedno z pierwszych tego typu w Polsce), którego współtwórcami byli pracownicy Biblioteki. Od lutego 2003 do lutego 2024 Biblioteka współpracowała z Narodowym Uniwersalnym Katalogiem Centralnym (NUKAT), a jej katalog opierał się na systemie VTLS Virtua. W lutym 2024 zakończył się, prowadzony w ramach  Narodowego Programu Rozwoju Czytelnictwa 2.0 na lata 2021–2025, proces wdrażania nowego systemu katalogowego Alma, jednocześnie Biblioteka dołączyła do grona bibliotek współkatalogujących wraz z Biblioteką Narodową w Ogólnokrajowej Sieci Bibliotecznej.

### Pomorska Biblioteka Cyfrowa
Sekcja Budowy Zasobów Cyfrowych i Multimedialnych Biblioteki tworzy Pomorską Bibliotekę Cyfrową publikując wybrane pełne teksty zabytkowych zbiorów. Biblioteka Politechniki Gdańskiej jest jednocześnie partnerem wiodącym projektu PBC, w którym udział bierze piętnaście instytucji i bibliotek Pomorza (z czego cztery poza projektem dofinansowanym ze środków UE). Obok zbiorów zabytkowych, Pomorska Biblioteka Cyfrowa udostępnia także publikacje współczesne, regionalia, kolekcję materiałów dydaktycznych, rozprawy doktorskie i szereg innych. Obecnie (stan na luty 2022 r.) PBC udostępnia ponad 99 500 obiektów cyfrowych.  

### Otwarta nauka i portal MOST Wiedzy
Biblioteka Politechniki Gdańskiej prowadzi działalność wspierającą rozwój otwartej nauki. Biblioteka uczestniczyła w projektach MOST Wiedzy (okres realizacji: 2016-2019) oraz MOST DANYCH (okres realizacji: 2018-2022), w wyniku których stworzono portal MOST Wiedzy, będący platformą umożliwiającą gromadzenie i udostępnianie zasobów nauki, wiedzy i technologii Politechniki Gdańskiej oraz instytucji współpracujących. W ramach wymienionych projektów powstało między innymi Repozytorium Open Access oraz repozytorium danych badawczych. W latach 2017–2022 r. Biblioteka PG wraz z Centrum Usług Informatycznych PG organizowała Pomorską Konferencję Open Science, mającą na celu promowanie otwartej nauki.

### Członkostwo w organizacjach
Organizacje międzynarodowe, z którymi współpracuje Biblioteka Politechniki Gdańskiej to: 
- LIBER,
- IATUL(inne języki) (członkostwo od marca 2017 r., w 2022 ówczesna dyrektor Biblioteki, dr Anna Wałek, została wybrana na stanowisko prezydenta tej organizacji w latach 2022-2024[18]),
- SPARC Europe(inne języki) (członkostwo od listopada 2017 r.),
- CESAER(inne języki).
- Research Data Alliance(inne języki).

wg. źródła:

## Galeria

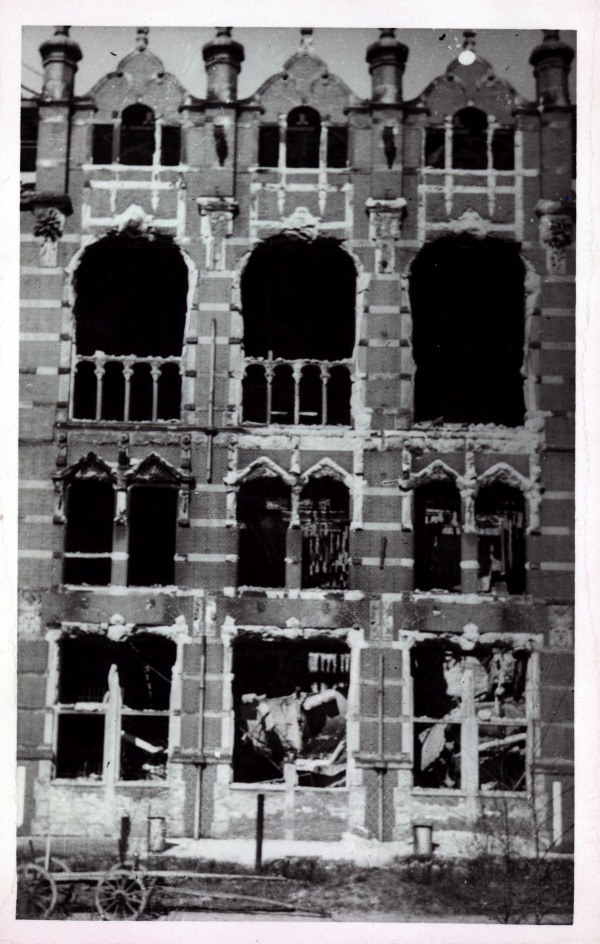
Zniszczenia wojenne Gmachu Głównego Politechniki Gdańskiej od strony pomieszczeń Biblioteki PG.
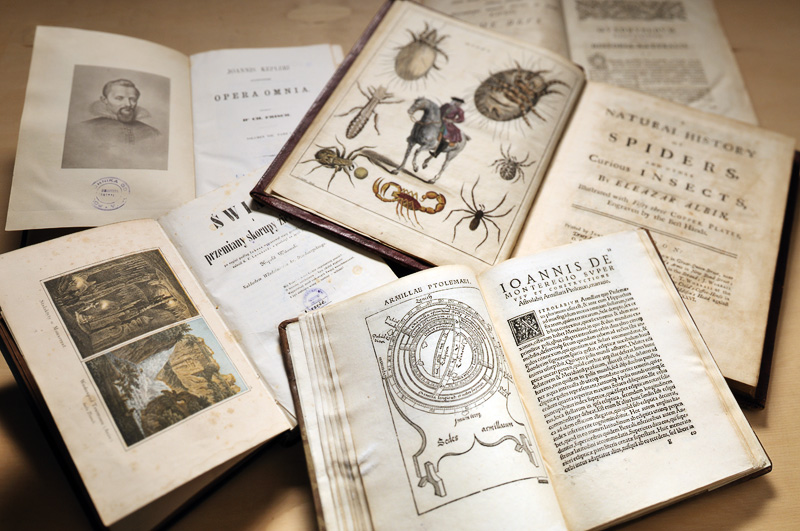
Starodruki ze zbiorów Biblioteki PG.
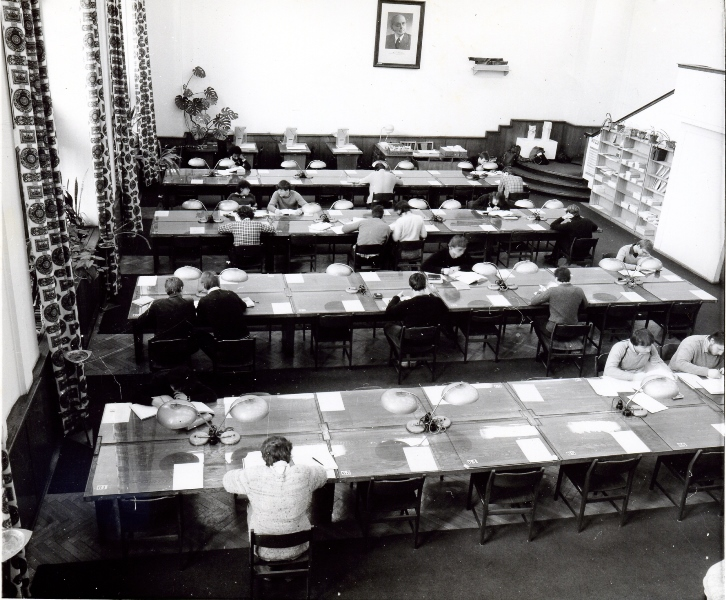
Czytelnia Biblioteki Głównej Politechniki Gdańskiej
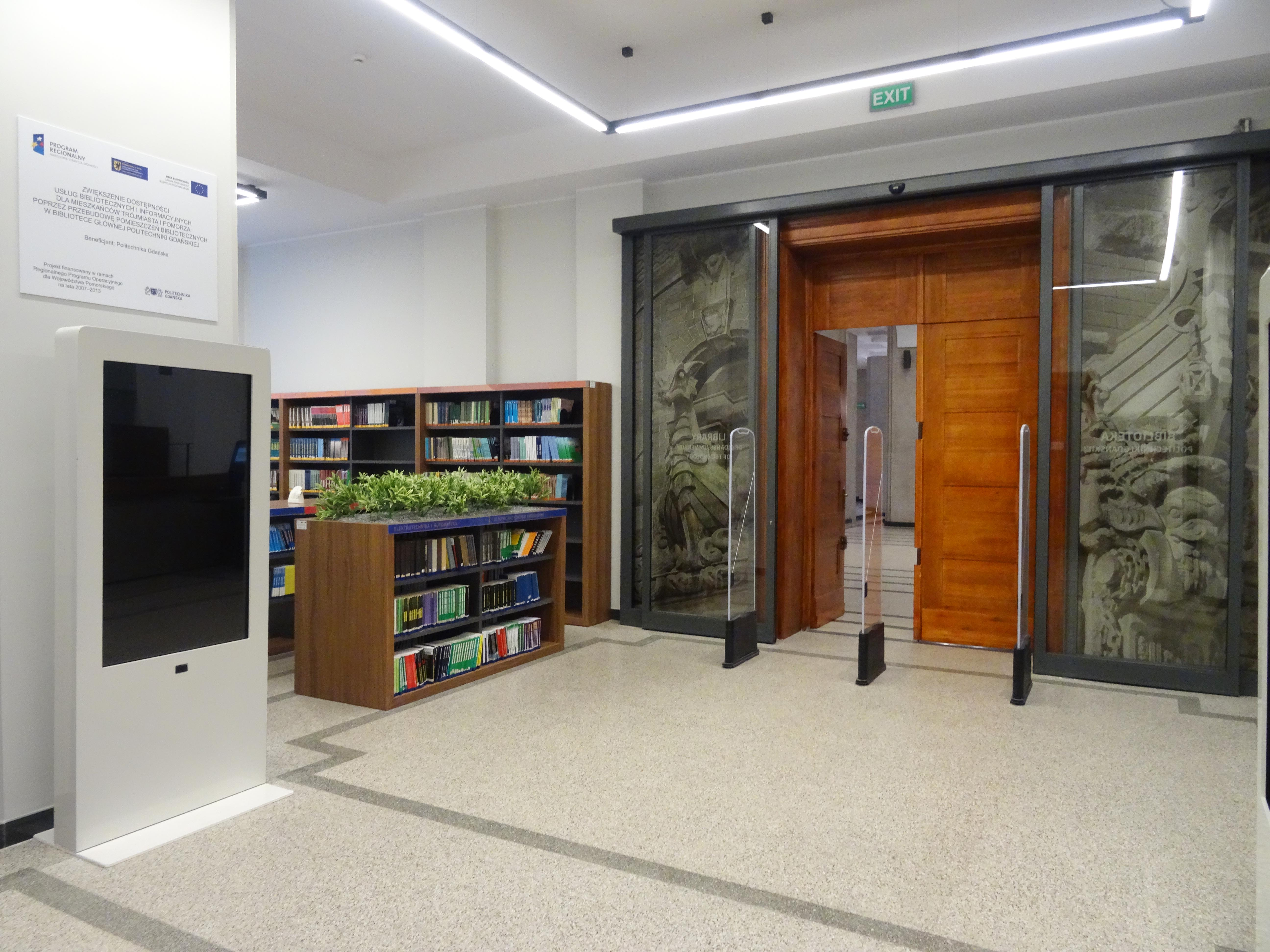
Biblioteka po modernizacji w 2014 roku